# مؤسسة إحصاءات وثيقة لرياضة كرة القدم
مؤسسة إحصاءات وثيقة لرياضة كرة القدم (بالإنجليزية: Rec.Sport.Soccer Statistics Foundation)‏ اختصار المؤسسة هو آر إس إس إس إف (بالإنجليزية: RSSSF)‏، هي منظمة عالمية تقوم بجمع إحصائيات عن مسابقات كرة القدم. أهداف هذه المنظمة إنشاء مرجع شامل عن معلومات مسابقات كرة القدم حول العالم. يساهم العديد من مشجعي كرة القدم بمحتوى الموقع طواعيةً عن طريق تسجيلهم في الموقع بلا مقابل.
الأغلبية من ويكيبيديا اللغات الأخرى تستخدم معلومات موقع المنظمة كمصدر موثوق لمسابقات كرة القدم والبعض يفضلها حتى على معلومات الفيفا و الاتحادات الوطنية.

## تاريخه
تم إنشاء هذه المنظمة في ديسمبر 1994 عن طريق ثلاثة أعضاء هم، لارس آرثس، كينت هيدليند، و كارل ستوكيرمانس تحت مسمى «مؤسسة إحصاءات وثيقة لكرة قدم شمال أوروبا» (بالإنجليزية: North European Rec.Sport.Soccer Statistics Foundation)‏، لكن تم حذف المسمى الجغرافي عندما ازداد أعضاء الموقع من المناطق الأخرى.
اليوم لديهم العديد من الأعضاء والمجموعات من جميع أنحاء العالم، وتم إنشاء سبع مواقع مختلفة لمتابعة بطولات هذه البلدان عن كثب. هذه المواقع تعود للدول التالية: ألبانيا، البرازيل، النرويج، الدنمارك، بولندا، رومانيا، الأوروغواي، و فنزويلا.

## أرشيف الموقع
أرشيف المنظمة يحتوي على المعلومات الحالية والتاريخية لكرة القدم في جميع أنحاء العالم. و هي مقسمة إلى ست فئات، وفي نفس الوقت كل فئة لها بعض الفئات الفرعية:
- الأولى: البطولات الدولية الحالية على صعيد المنتخبات.
- الثانية: نتائج البطولات الحالية على صعيد الأندية حسب البلد.

- بطولات الدوري.
- بطولات الكأس.

- الثالثة: تاريخ نتائج الأندية في البطولات حسب البلد.

- نتائج كل موسم على حدى.
- فهرس للكؤوس حسب البلد.
- قصص عن الأندية.

- الرابعة: نتائج الأندية في البطولات الدولية.
- الخامسة: تاريخ نتائج المنتخبات بالبطولات الدولية.
- السادسة: متنوعة (التي ليس لها فئات محددة). كما أن هذه الفئة هي من التغييرات التي حدثت مؤخرًا، عندما تمت إضافة العناصر الجديدة إلى هذا الملف.

## وصلات خارجية
- مؤسسة الإحصائيات الموثقة لكرة القدم (الموقع الرسمي) (بالإنجليزية)
- أفضل ما في الموقع (Best RSS) (بالإنجليزية)
- RSSSF Charter (بالإنجليزية)
- archive (أرشيف الموقع) (بالإنجليزية)